# Wallerand Léonce Alcée Lagroy de Croutte de Saint-Martin
Pour les articles homonymes, voir Lagroy de Croutte de Saint-Martin.
Wallerand-Léonce-Alcée Lagroy de Croutte de Saint-Martin, né le 5 juillet 1812 à Metz (Moselle) et mort le 23 octobre 1889 à Toulouse (Haute-Garonne), est un général français qui a participé en 1871 à la répression de la Commune de Toulouse.

## Biographie
Il est colonel du  6e régiment d'artillerie du 1er mai 1866 au 19 août 1868.
Il aura pour neveu le général Léonce Lagroy de Croutte de Saint-Martin.

## Sources
- Dossier de Légion d'honneur du général Lagroy de Croutte de Saint-Martin.
- (fr) , discours prononcés à l’occasion de l'audience solennelle de rentrée judiciaire qui s’est tenue le 16 octobre 1931.